# 贝勒庙 (苏尼特左旗)
贝勒庙，赐名“兴善寺”，位于内蒙古自治区锡林郭勒盟苏尼特左旗，是一座藏传佛教格鲁派寺院。

## 简介
贝勒庙位于满都拉图镇旧址处。1827年，苏尼特左旗贝勒那木吉拉道尔吉在毕力克建55间大殿，造麦达尔、阿日亚巴鲁、崇克巴佛，并且上报清朝朝廷，获清朝皇帝赐匾“兴善寺”（该匾有藏文、蒙古文、满文、汉文四种文字），批准20名度牒，赏赐108卷《甘珠尔》，当时该寺有喇嘛160名。1839年，该寺兴建20间拉巴隆大殿，造一千佛祭奠。1860年，引进《丹珠尔》。1905年，建10间满巴大殿，造医学七佛。贝勒庙有贝勒、甘珠尔、图格勒、丹珠尔、满巴、桑吉德等6个寺堂，还有十分丰富的财产与牲畜。
1940年，德木其敖斯尔在该庙建蒙古文学校，学制三年，学生40多名，到1945年停止办学。
1946年4月，内蒙古自治运动联合会锡林郭勒盟分会派出以额仁钦敖其尔为组长的工作组来到苏尼特左旗，秘密从事党的工作。1946年8月，内蒙古自治运动联合会苏尼特左旗支会在贝勒庙成立，额仁钦敖其尔当选为该支会的主任，道布杰、满都呼当选为副主任，同时还举行了苏尼特左旗各族各阶层代表大会，废除封建王公制，创建民主政府。1947年3月，内蒙古骑兵11师在贝勒庙同高图布率领的400多名匪徒战斗1天之后，击退高图布的部队，内蒙古骑兵11师战士道尔吉阵亡。
1950年，苏尼特左旗民主政府从敖伦胡都嘎迁址贝勒庙。
1951年，人民政府利用贝勒庙的舍院及大殿兴建了苏尼特左旗第一所小学，到1963年又兴建了中学。